# Preston Brown

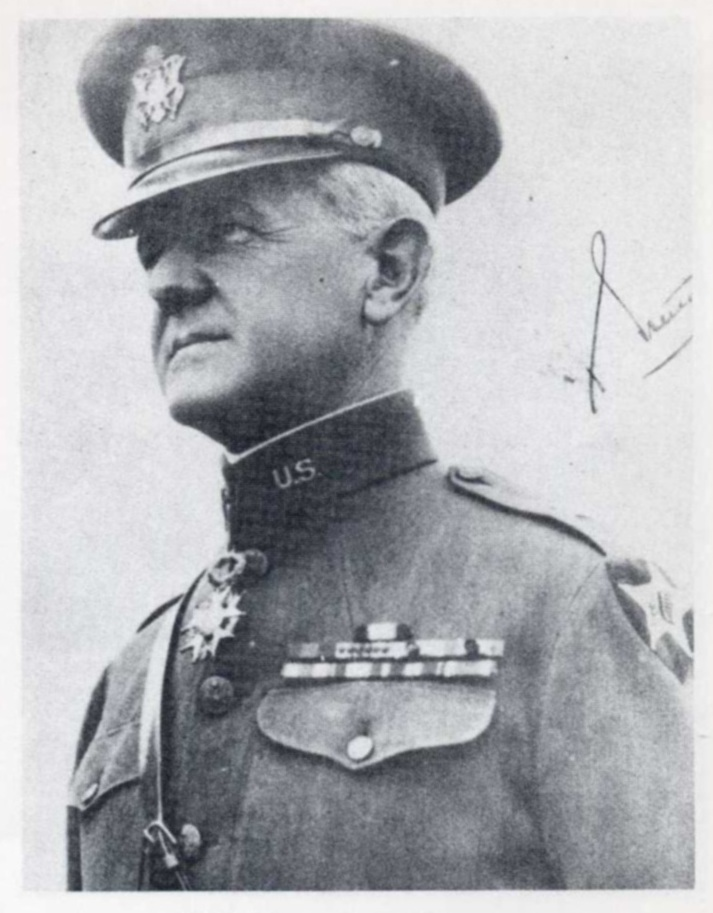
Preston Brown

Preston Brown (* 2. Januar 1872 in Lexington, Fayette County, Kentucky; † 30. Juni 1948 in Vineyard Haven, Dukes County, Massachusetts) war ein Generalmajor der United States Army. Er war unter anderem Kommandeur der 1. Infanteriedivision.

## Leben
Preston Brown war der Sohn von John Mason Brown (1837–1890) und dessen Frau Mary Owen Preston (1841–1898). Der Vater war während des Amerikanischen Bürgerkriegs Oberst im Heer der Union. Die Mutter war eine Tochter von William Preston (1816–1887), während des Bürgerkriegs Brigadegeneral im Heer der Konföderierten.
Brown studierte zunächst an der Yale University. Daran schloss sich ein Jurastudium an der University of Virginia an. Nach seinem erfolgreichen Abschluss wurde er in den Staaten Virginia und Kentucky als Rechtsanwalt zugelassen. Diesen Beruf übte er für kurze Zeit aus, ehe er im Jahr 1894 als einfacher Soldat in San Francisco in die US-Army eintrat. Drei Jahre später schaffte er den Sprung in die Offiziersränge, als er als Leutnant der Infanterie zugeteilt wurde. In der Armee durchlief er anschließend alle Offiziersränge vom Leutnant bis zum Zweisterne-General.
Im Lauf seiner langen Militärzeit absolvierte er verschiedene Kurse und Schulungen. Dazu gehörte die Army Service School in Fort Leavenworth, das Command and General Staff College (1914), das United States Army War College (1920) und das Trinity College in Hartford (1926).
Militärisch war er bis zum amerikanischen Eintritt in den Ersten Weltkrieg zunächst im Westen der Vereinigten Staaten stationiert. Später nahm er sowohl am Spanisch-Amerikanischen Krieg als auch am Philippinisch-Amerikanischen Krieg teil. Zwischenzeitlich tat er auch an der Grenze zu Mexiko Dienst. Seit Dezember 1917 nahm er aktiv am Kriegsgeschehen des Ersten Weltkriegs teil. Dabei war er Stabschef bei der 2. Infanteriedivision und dann beim IV. Corps. Er war unter anderem an der Schlacht von St. Mihiel beteiligt. Zwischen dem 18. Oktober und dem 19. November 1918 kommandierte Preston Brown die 3. Infanteriedivision, wobei er an der Maas-Argonnen-Offensive beteiligt war. In diese Zeit fiel am 11. November 1918 der Waffenstillstand.
Im November 1918 wurde er Generalstabsoffizier im Hauptquartier der amerikanischen Besatzungstruppen in Deutschland. Ein Jahr später wurde er Dozent am Army General Staff College. Im Jahr 1921 war er für einige Zeit kommissarischer Leiter des Army War Colleges. Später übernahm er das Kommando über die 3. Infanterie-Brigade. Zwischen Juli 1925 und Januar 1926 kommandierte er die 1. Infanteriedivision. Von 1928 bis 1932 hatte er dann das Kommando über die amerikanischen Truppen am Panamakanal. Zwischen dem 22. Oktober 1933 und dem 16. Oktober 1934 kommandierte er die Sixth Corps Area, deren Hauptquartier sich in Chicago befand. Im Jahr 1936 ging Preston Brown in den Ruhestand.
Der seit 1901 mit Susan Ford Dorrance (1876–1976) verheiratete Generalmajor verstarb am 30. Juni 1948 und wurde auf dem Cave Hill Cemetery in Louisville in Kentucky beigesetzt.

## Orden und Auszeichnungen
Preston Brown erhielt im Lauf seiner militärischen Laufbahn unter anderem folgende Auszeichnungen:
- Army Distinguished Service Medal
- Spanish War Service Medal
- Philippine Campaign Medal
- Mexican Border Service Medal
- World War I Victory Medal
- Kommandeur der Ehrenlegion